# Maître du Retable d'Aix-la-Chapelle

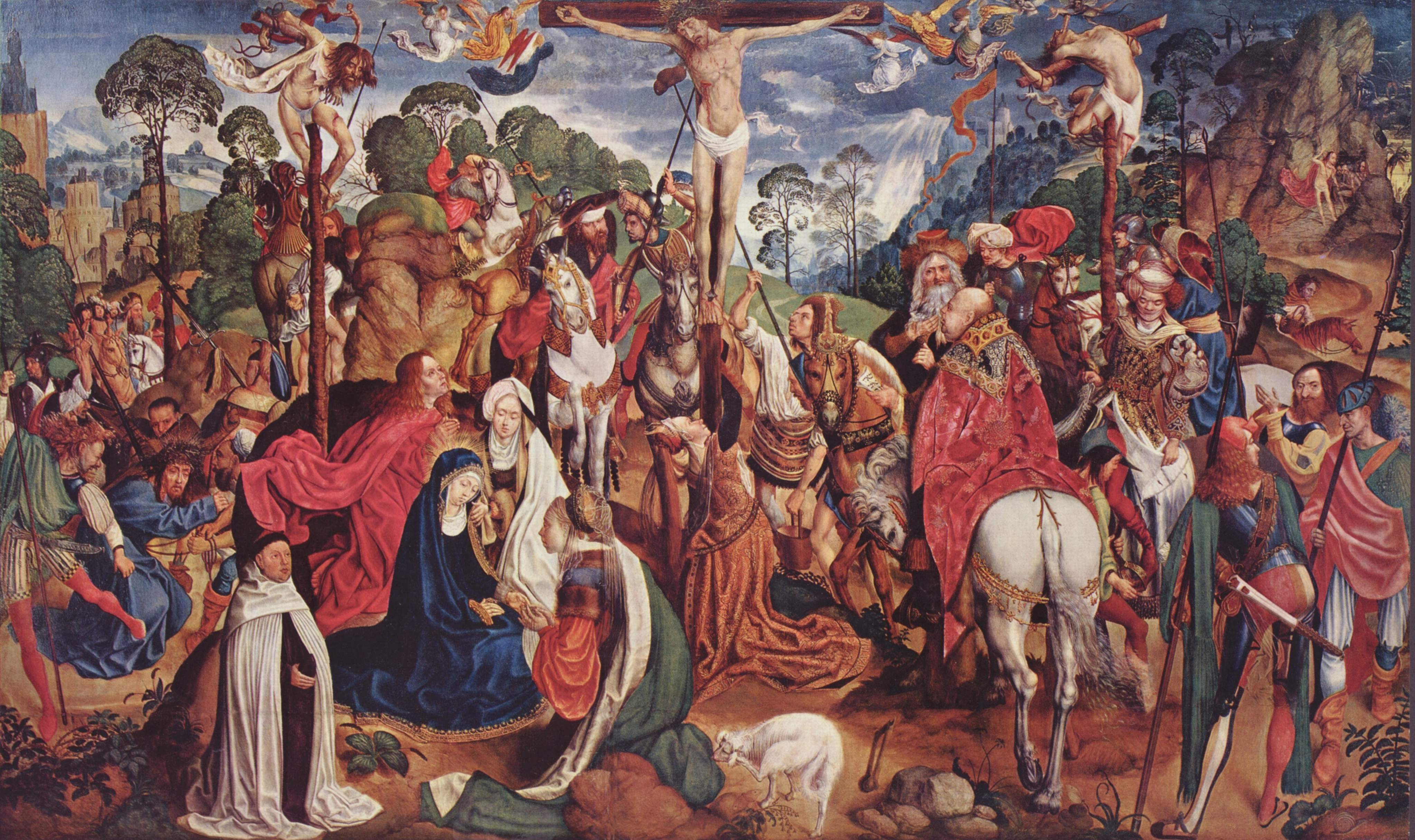
Retable d'Aix-la-Chapelle, panneau central.

Le Maître du Retable d'Aix-la-Chapelle est un peintre anonyme du gothique tardif, actif à Cologne entre 1495 et 1520, ou entre 1480 et 1520 selon les spécialistes. Il porte son nom de convention d'après son œuvre maîtresse, le retable d'Aix-la-Chapelle, conservée au Trésor de la cathédrale d'Aix-la-Chapelle, un musée réputé à Aix-la-Chapelle.
Avec le Maître de Saint-Séverin et le Maître de la Légende de sainte Ursule de Cologne, le Maître du retable d'Aix-la-Chapelle forme un groupe de peintres actifs à Cologne au début du XVIe siècle ; ils sont les derniers représentants locaux de la peinture gothique tardive.

## Éléments de style

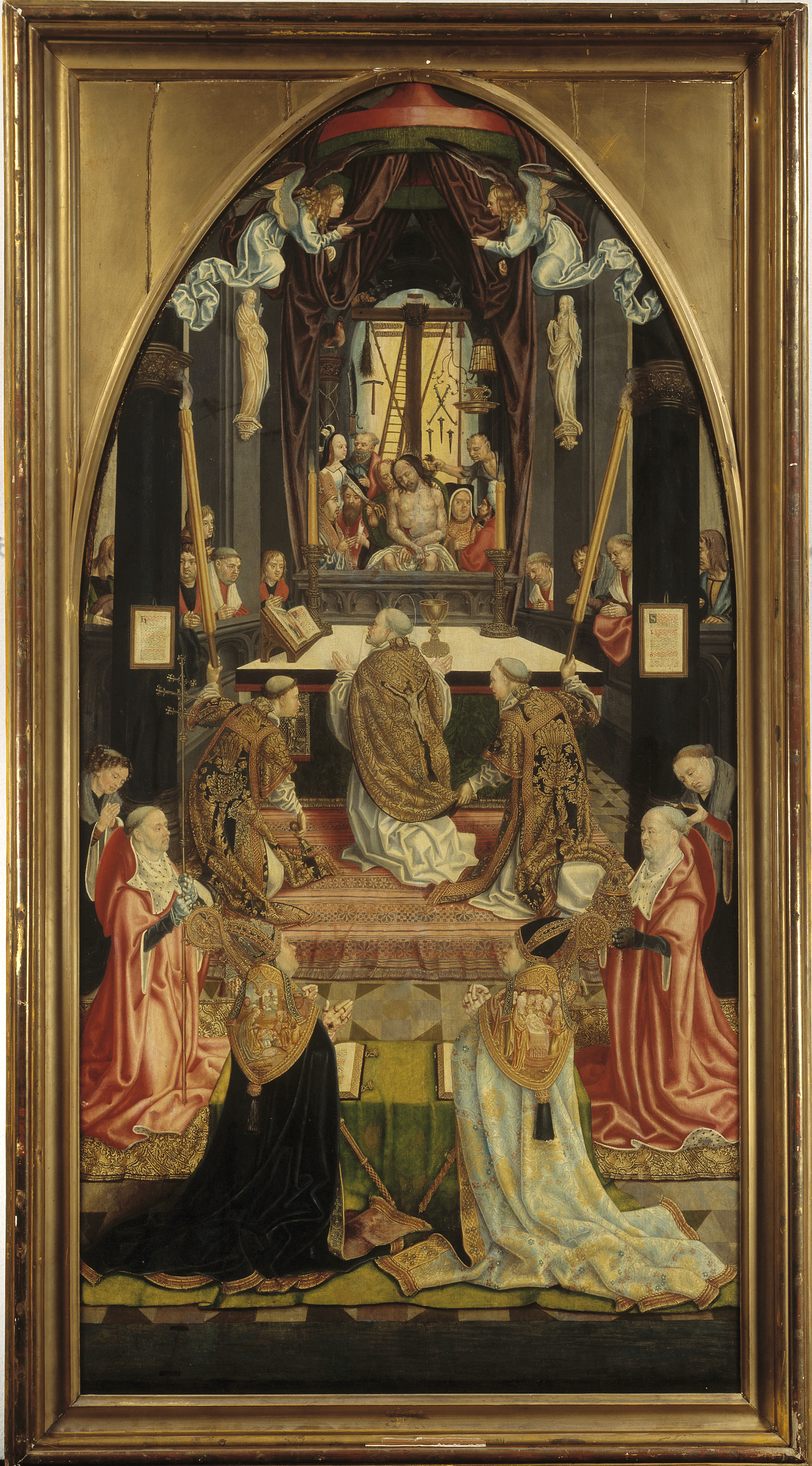
Messe de saint Grégoire, musée du couvent Sainte-Catherine, Utrecht.

Comme tous les peintres colonais réputés de la seconde moitié du XVe siècle, le Maître du Retable d'Aix-la-Chapelle ne peut être identifié avec l'un des artistes nommés dans les archives de la ville pour cette période. Puisque des dates et des sources font donc presque entièrement défaut, les œuvres sont attribués aux auteurs selon des critères et au moyen de comparaisons stylistiques .
Ce qui distingue les peintures du Maître de celles de ses contemporains est la vigueur qu'il investit dans ses images. Cela se manifeste dans le mouvement agité de ses figures, par des scènes denses, des compositions turbulentes, des oppositions contrastées, des paysages atmosphériques, des thèmes architecturaux de son époque, et la luminosité de ses couleurs. L'observation va jusqu'à des représentations naturalistes, comme celle d'un homme montrant les symptômes de syphilis l'homme ou d'un enfant trisomique dans le retable d'Aix-la-Chapelle.
Dans sa description des individus, l'artiste démontre une capacité à créer des portraits individualisés, comme dans la représentation réaliste du donateur d'un stift sur le volet du retable de Liverpool, ainsi que dans celle de Johann von Melem le Jeune, fils de Johann von Melem (de) patricien de Francfort-sur-le-Main né à Cologne. Cette peinture, maintenant à la Alte Pinakothek de Munich, est attribuée au Maître du Retable d'Aix-la-Chapelle.
Parmi les clients du peintre, on compte notamment, en plus de Johann von Melem le Jeune et son beau-père, le maire de Cologne et marchand grossiste Hermann Rinck, un monastère carmélite pour la création du retable, et la famille colonaise des Hardenrath (de) pour une peinture murale ; ceci montre la haute estime dont le maître a dû jouir. D'ailleurs, cette peinture murale lui a aussi valu temporairement le nom de convention « Maître de la Chapelle Hardenrath ».

## Influences et impacts
Les racines colonaises du Maître du Retable d'Aix-la-Chapelle sont claires. Sa proximité avec le Maître de la Sainte Parenté le Jeune est manifeste tant en ce qui concerne le style que les sujets et motifs, au point que l'on a pu suggérer qu'il a reçu sa formation dans l'atelier du Maître de la Sainte Parenté le Jeune. Le Maître de Saint-Séverin également a eu une influence considérable sur le Maître du Retable d'Aix-la-Chapelle, comme l'indiquent la similitude des personnages et des méthodes de peinture. Un emploi comme compagnon dans son atelier est envisageable. Les œuvres de maturité du Maître du Retable d'Aix-la-Chapelle, tels que les panneaux de Marie (à la Alte Pinakothek), montrent clairement l'influence du Maître du Retable de saint Barthélemy. Le peintre a fait des emprunts à des peintres plus lointains, tel le flamand Hugo van der Goes.
En revanche, l'impact du maître sur des peintres plus tardifs ne semble pas avoir été bien grand. Cependant, certaines œuvres de Bartholomaeus Bruyn le Vieux révèlent une connaissance détaillée de l'œuvre du Maître du Retable d'Aix-la-Chapelle et suggèrent que Bruyn s'est souvent inspiré des compositions du Maître.

## Œuvres

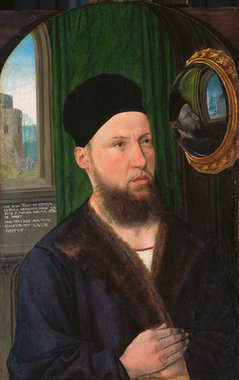
Johann von Melem.

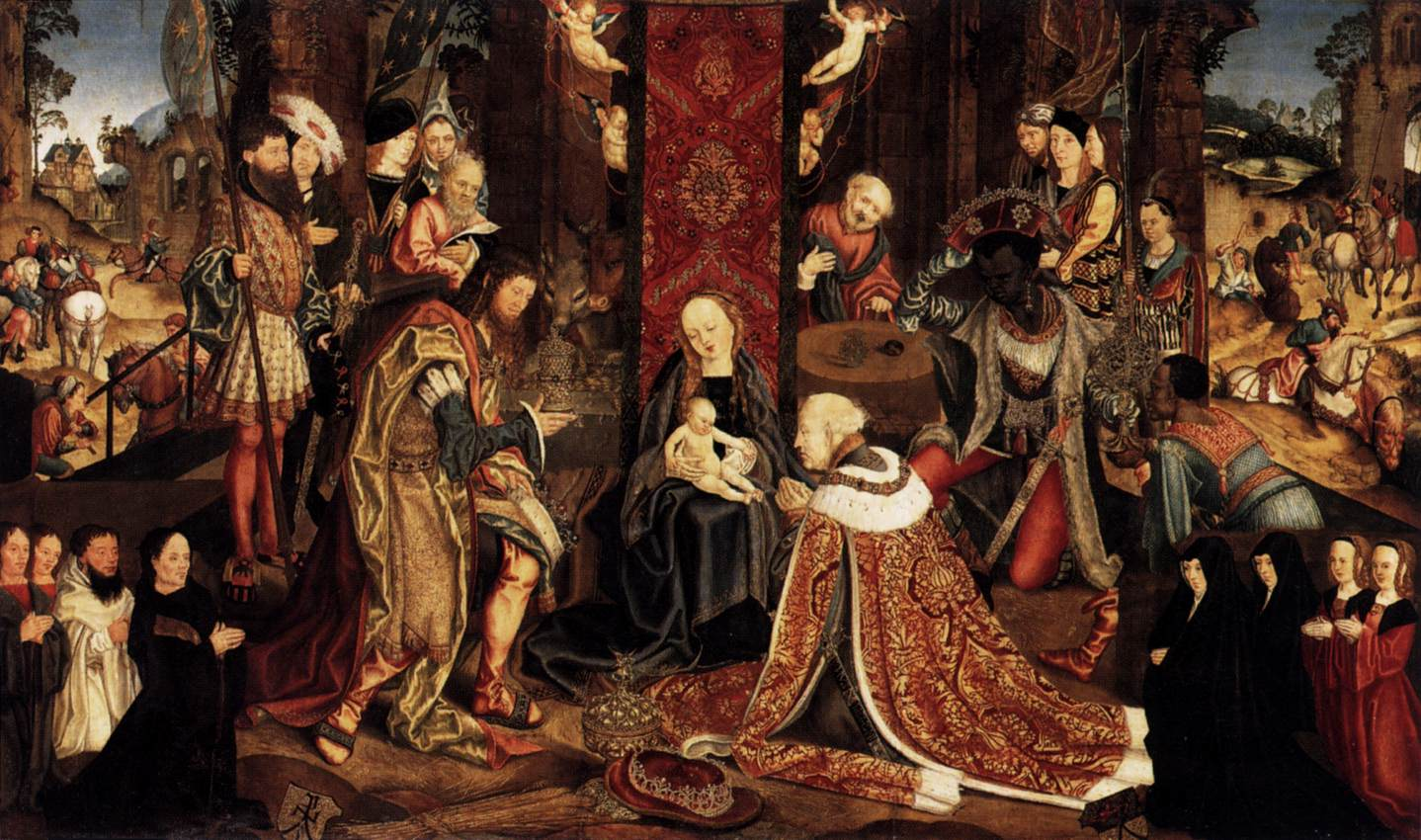
Adoration des mages Gemäldegalerie, Berlin.

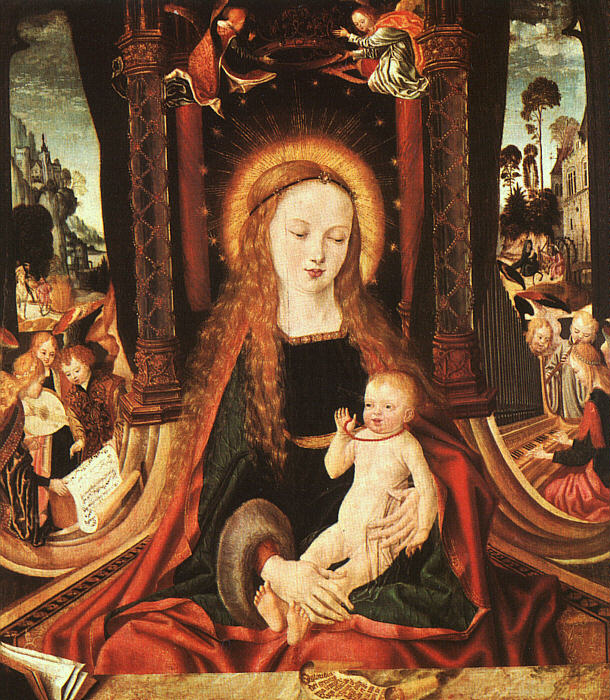
Vierge à l’Enfant et anges musiciens.

La date de ses premières œuvres, l'Adoration des mages de Bonn (1493-1495) ou le Portrait de Johann von Melem (1492-1497), et celle de sa dernière œuvre, le retable d'Aix-la-Chapelle (1515-1520), délimitent une période d'activité d'une bonne vingtaine d'années. Les œuvres que l'on peut sûrement attribuer à la main du Maître sont en nombre plutôt restreint : deux retables, une peinture murale détruite, deux dessins et sept panneaux isolés.
Retables
- Retable d'Aix-la-Chapelle, 1515-1520, conservé au Trésor de la cathédrale d'Aix-la-Chapelle.
 C'est probablement ce retable dont l'existence est documentée pour l'église des carmélites de Cologne. Le donateur, dans un habit de l'ordre du Carmel, n'est pas identifié. Il a été avancé, mais sans justification convaincante, qu'il pourrait s'agir de Theodoricus van Gouda, supérieur provincial de l'ordre[6].
- Triptyque de la Passion, 1505-1510, Walker Art Gallery à Liverpool[7],[8].
  - Le panneau central, de la National Gallery à Londres, est en prêt à la Walker Art Gallery.
  - Les volets représentent à l'extérieur la messe de saint Grégoire et les donateurs agenouillés. À l'intérieur Le Christ devant Pilate, et la Déploration du Christ.

Probablement une donation à l'église Sainte-Colombe de Cologne par les donateurs à genoux du volet droit ; leurs blasons les identifie comme Hermann Rinck et sa femme Gertrud von Dallem.
Le panneau central et les deux volets intérieurs sont construits sur le principe de la narration simultanée : plusieurs épisodes de la Passion sont représentées dans un même panneau, délimité ou non par des éléments d'architecture ou de paysage. La Passion se lit de gauche à droite, elle commence avec le volet gauche où l'histoire culmine dans la présentation du Christ devant Pilate qui, ostensiblement, se lave les mains. Des scènes antérieures sont décrites dans des vignettes, au-dessus la Flagellation, tout en haut le couronnement d'épines, à droite le Ecce homo. Le panneau central montre la Montée au Calvaire à gauche, la scène centrale de la Crucifixion, avec les deux larrons tordus de douleurs, et tout en haut, à droite, la Descente de croix. Le volet de droite termine la narration par la Déploration et, tout en haut à droite, rayonnant contre un rocher sombre, la Résurrection.

Triptyque de la Passion
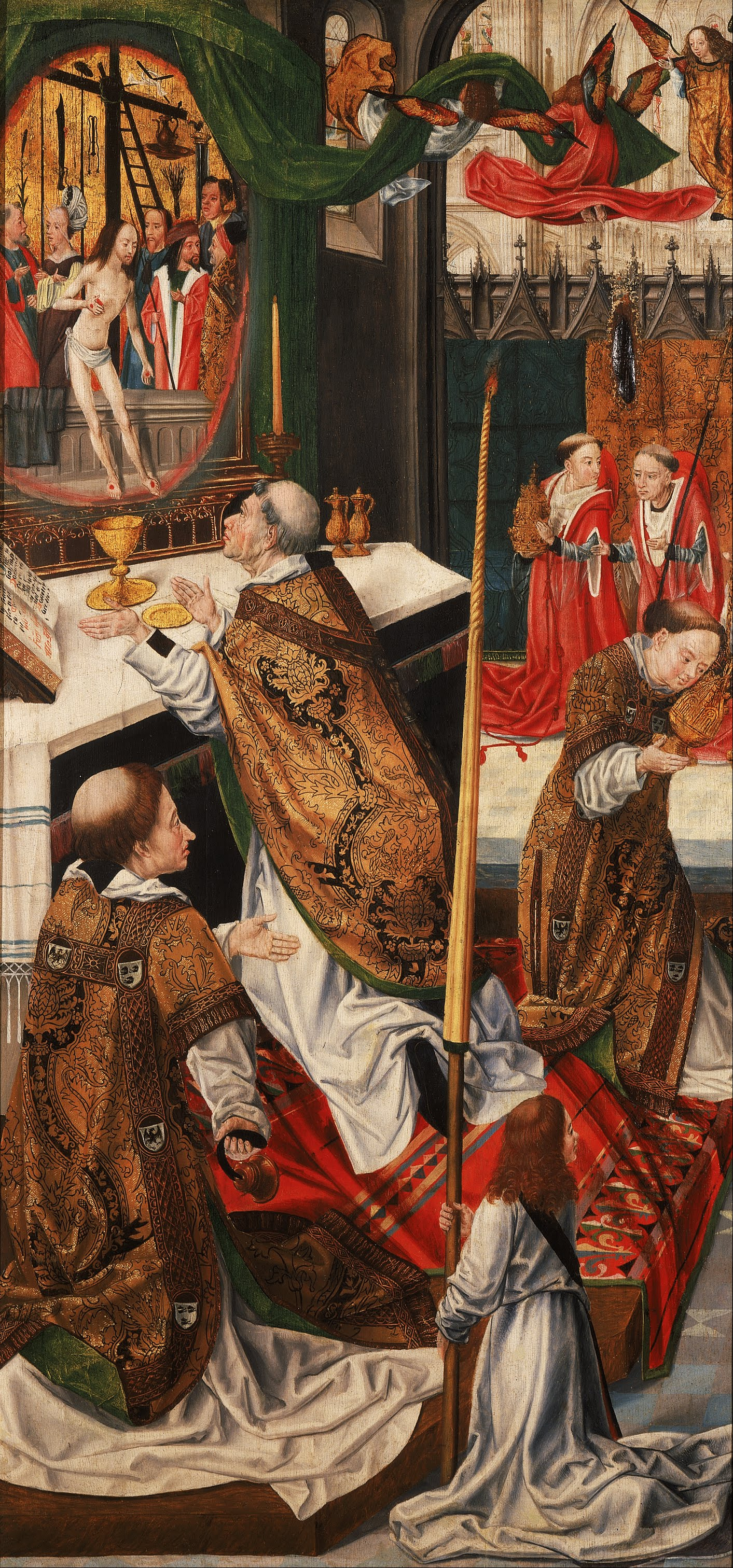
Extérieur du volet gauche
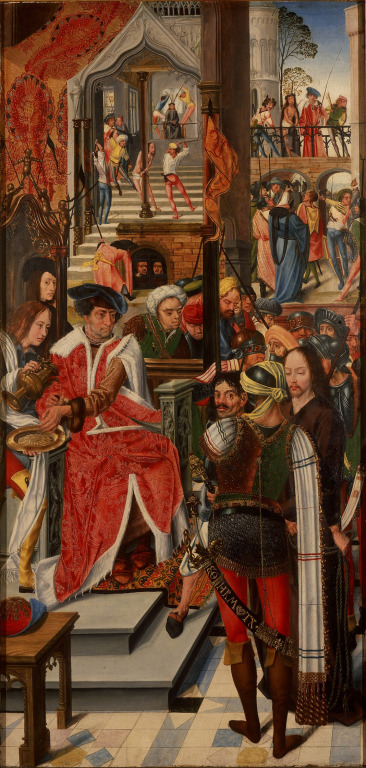
Intérieur du volet gauche
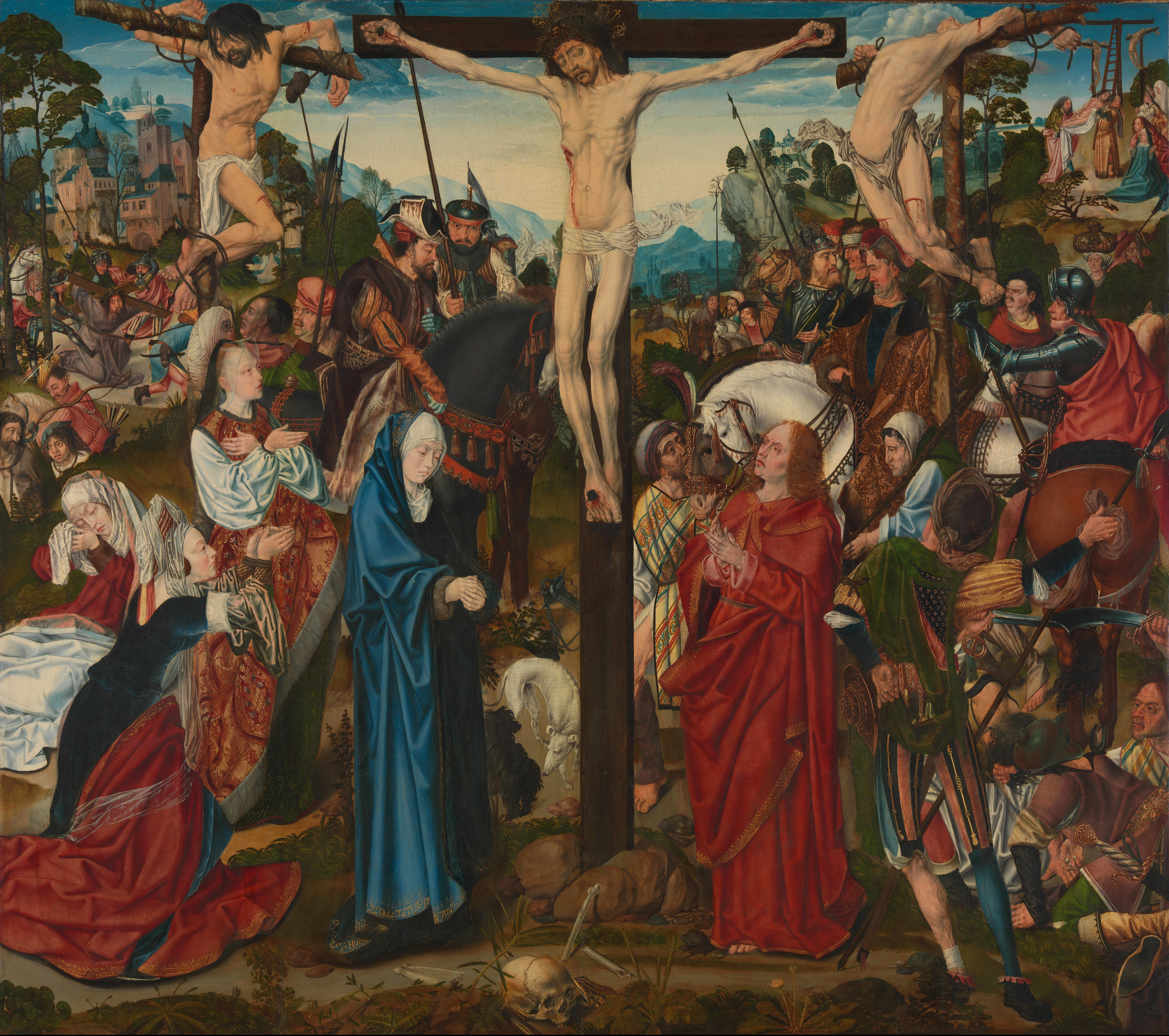
Panneau central
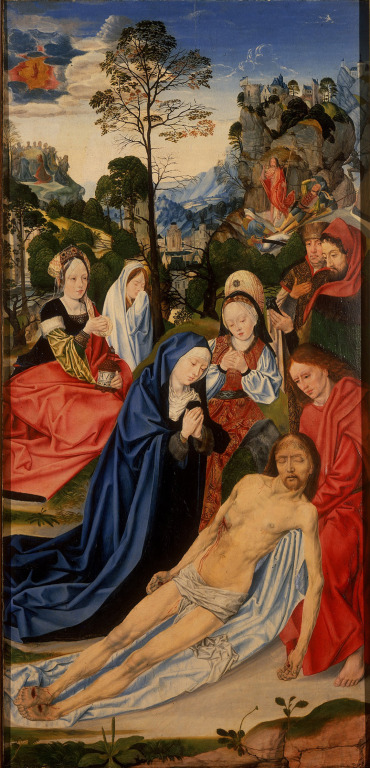
Intérieur du volet droit
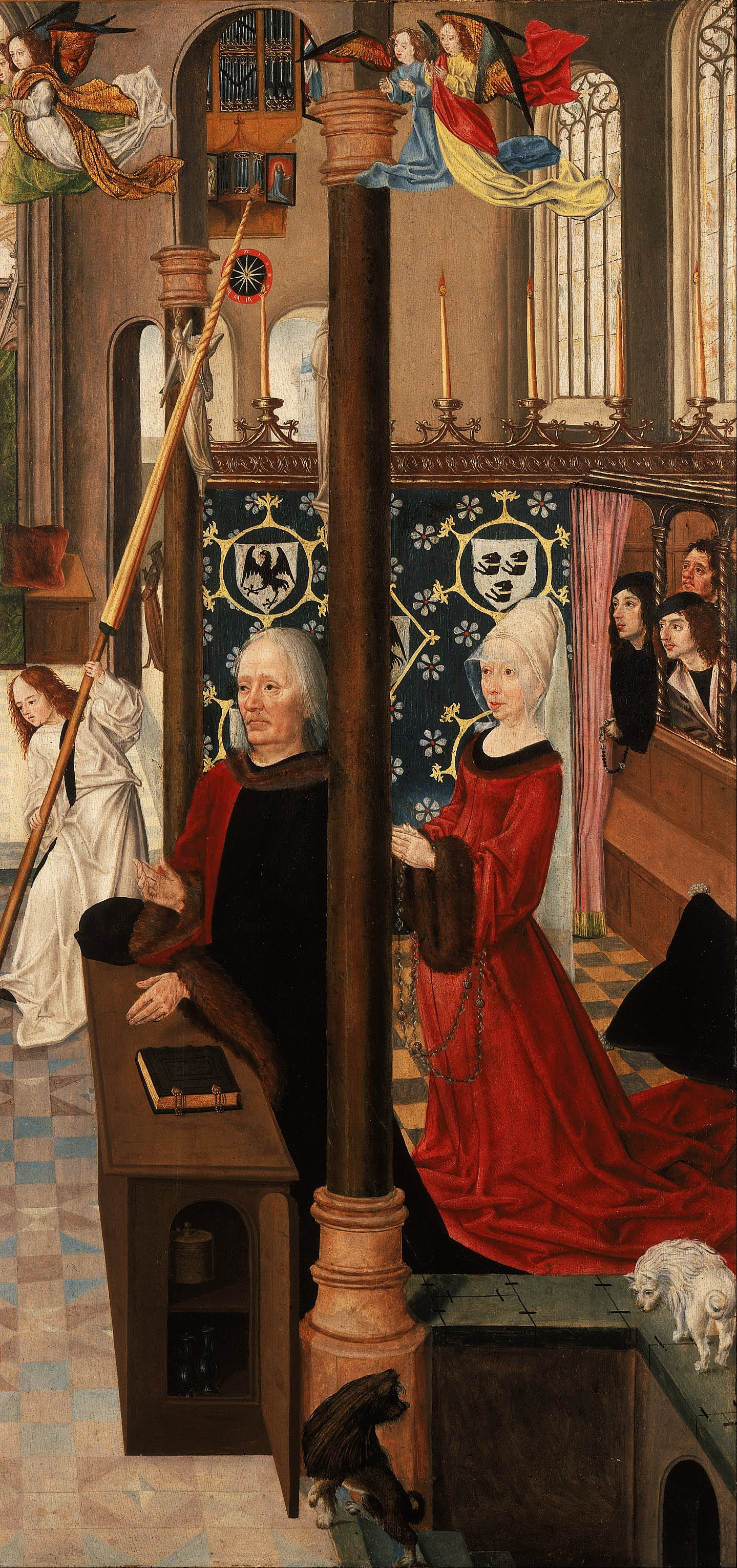
Extérieur du volet droit

Dessins
- Adoration des mages, 1505-1510, Cabinet des Dessins du musée du Louvre, Paris. Ce dessin est une étude pour l'Adoration des mages de Berlin[9].
- Résurrection de Lazare, 1510-1515, Kupferstichkabinett, Berlin. Crayon et encre.

Panneaux isolés
- Portrait de Johann von Melem, 1492-1497, Alte Pinakothek, Munich. 
La personne représentée est le marchand grossiste Johann von Melem le Jeune, de Francfort, né vers 1455-60. L'inscription lui donne 37 ans, ce qui permet de dater approximativement l’œuvre.
- Adoration des mages, 1493-1495, Rheinisches Landesmuseum, Bonn (prêt).
- Adoration des mages, 1505-1510, Gemäldegalerie, Berlin, chêne, 81 × 135 cm. 
Le blason sur le coin inférieur gauche du tableau permet de l’identifier comme un don de Johann Petit de Cologne, probablement pour la chartreuse de Cologne ; un des membres de sa famille y était frère convers[4]. L'artiste figure lui-même dans le tableau au-dessus du roi maure[4]; il porte un béret noir et regarde le spectateur.
- Christ Salvator Mundi, 1505-1510, Wallraf-Richartz Museum, Cologne WRM 192. 
Ce tableau, de dimensions modestes 66 × 49 cm, suit les canons iconographiques de l'époque : le Christ est représenté de face, avec la main droite bénissante et la main gauche tenant un globe en verre couronné d'une croix. La réflexion, dans ce globe, de la lumière, de la fenêtre et de son croisillon sont à interpréter comme la lumière du monde, la fenêtre du paradis et la croix du sauveur[2]. Les deux rideaux de brocart écartés montrent un arbre de vie, en pleine floraison, et un arbre de mort desséché.
- Vierge à l'Enfant entre sainte Catherine et sainte Ursule , 1510, Collection privée.
- Messe de saint Grégoire, 1495-1504, musée du couvent Sainte-Catherine, Utrecht, 162 × 83,5 cm, n° d'inventaire RMCC s00006.
Dans une église, le pape Grégoire le Grand est agenouillé en face d'un autel. Il célèbre la messe, assisté de deux diacres. Derrière l'autel, la vision du pape Grégoire, dans laquelle le Christ lui apparaît comme homme de douleur. Le Christ est assis sur le sarcophage placée sur l'autel, entouré des personnages de la Passion, en arrière-plan les « arma Christi ». L'autel est surmonté d'un auvent dont les rideaux sont retirés par les anges. À gauche et à droite des personnes sont en train de prier entre les piliers. Les diacres sont flanqués de deux cardinaux. Ils portent les insignes de la dignité du pape, la crosse et la tiare. Derrière eux s'agenouillent deux chanoines. Au premier plan, à genoux deux évêques en grand apparat. Sur le dos de l'évêque de gauche une représentation de la naissance du Christ et la proclamation aux bergers, sur le dos de celui de droite la circoncision du Christ. Sur le dos de la chasuble du pape figure le Christ crucifié.
- Vierge à l'Enfant avec anges musiciens, 1515, Alte Pinakothek, Munich.
- Déploration du Christ, vers 1490-1500, Kunsthistorisches Museum, Vienne[10].

## Articles liés
- École de Cologne
- Maître de la Sainte Parenté le Jeune
- Maître de Saint-Séverin
- Maître de la Légende de sainte Ursule de Cologne